# Villeneuve-la-Rivière
Villeneuve-la-Rivière è un comune francese di 1 331 abitanti situato nel dipartimento dei Pirenei Orientali nella regione dell'Occitania.

## Società

### Evoluzione demografica
Abitanti censiti